# Pottenstein
Pottenstein é um município da Alemanha, localizado no distrito Bayreuth, no estado de Baviera.